# Josef Seilinger
Josef Seilinger (* 29. Juli 1901 in Riedau; † 11. Juni 1955 in Aschach an der Donau) war ein österreichischer Politiker (SPÖ) und BBÖ-Werkmeister. Er war von 1945 bis 1949 Abgeordneter zum Österreichischen Nationalrat.

## Leben
Seilinger besuchte nach der Volksschule die gewerbliche Fortbildungsschule, wobei er den Beruf des Schlossers erlernte. Er war beruflich in der Folge als Schlosser beschäftigt, trat 1918 in den Dienst der Deutschösterreichischen Staatsbahnen und war in der Folge als Werkmeister tätig. Auf Grund seines politischen Engagements wurde Seilinger in Folge des Österreichischen Bürgerkrieges 1934 verhaftet und zu vier Monaten Kerker verurteilt, danach verbrachte er zudem sechs Monate im Anhaltelager Wöllersdorf. Nach der Machtübernahme durch die Nationalsozialisten wurde Seilinger nach 1938 mehrfach inhaftiert. Nach dem Zweiten Weltkrieg vertrat er die SPÖ zwischen dem 19. Dezember 1945 und dem 8. November 1949 im Nationalrat.